# Ivanovo, Ruse
Ivanovo (în bulgară Иваново ) este un sat  în Obștina Ivanovo, Regiunea Ruse, Bulgaria. În apropierea satului se găsește un complex monastic, inclus pe lista patrimoniului cultural mondial UNESCO.

## Demografie
Componența etnică a satului Ivanovo
     Bulgari (82,51%)
     Romi (8,06%)
     Nicio identificare (9,41%)
     Altele (0%)
La recensământul din 2011, populația satului Ivanovo era de 818 locuitori. Din punct de vedere etnic, majoritatea locuitorilor (82,51%) erau bulgari, cu o minoritate de romi (8,06%). Pentru 9,41% din locuitori nu este cunoscută apartenența etnică.